# Coubert
Coubert és un municipi francès, situat al departament de Sena i Marne i a la regió d'Illa de França. L'any 2007 tenia 1.752 habitants.
Forma part del cantó de Fontenay-Trésigny, del districte de Melun i de la Comunitat de comunes Brie des Rivières et Châteaux.

## Demografia

### Població
El 2007 la població de fet de Coubert era de 1.752 persones. Hi havia 495 famílies, de les quals 110 eren unipersonals (39 homes vivint sols i 71 dones vivint soles), 114 parelles sense fills, 236 parelles amb fills i 35 famílies monoparentals amb fills.
La població ha evolucionat segons el següent gràfic:
Habitants censats

### Habitatges
El 2007 hi havia 532 habitatges, 504 eren l'habitatge principal de la família, 5 eren segones residències i 23 estaven desocupats. 343 eren cases i 183 eren apartaments. Dels 504 habitatges principals, 323 estaven ocupats pels seus propietaris, 151 estaven llogats i ocupats pels llogaters i 29 estaven cedits a títol gratuït; 23 tenien una cambra, 45 en tenien dues, 85 en tenien tres, 120 en tenien quatre i 232 en tenien cinc o més. 377 habitatges disposaven pel capbaix d'una plaça de pàrquing. A 198 habitatges hi havia un automòbil i a 270 n'hi havia dos o més.

### Piràmide de població
La piràmide de població per edats i sexe el 2009 era:
| Homes | Edats   | Dones |
| ----- | ------- | ----- |
| 0     | 95 o +  | 20    |
| 0     | 90 a 94 | 24    |
| 16    | 85 a 89 | 12    |
| 12    | 80 a 84 | 8     |
| 12    | 75 a 79 | 20    |
| 12    | 70 a 74 | 8     |
| 20    | 65 a 69 | 40    |
| 4     | 60 a 64 | 20    |
| 28    | 55 a 59 | 16    |
| 60    | 50 a 54 | 44    |
| 28    | 45 a 49 | 52    |
| 36    | 40 a 44 | 48    |
| 84    | 35 a 39 | 56    |
| 28    | 30 a 34 | 40    |
| 64    | 25 a 29 | 60    |
| 64    | 20 a 24 | 40    |
| 44    | 15 a 19 | 48    |
| 48    | 10 a 14 | 60    |
| 24    | 5 a 9   | 40    |
| 44    | 0 a 4   | 48    |

## Economia
El 2007 la població en edat de treballar era de 1.144 persones, 788 eren actives i 356 eren inactives. De les 788 persones actives 757 estaven ocupades (415 homes i 342 dones) i 32 estaven aturades (16 homes i 16 dones). De les 356 persones inactives 70 estaven jubilades, 64 estaven estudiant i 222 estaven classificades com a «altres inactius».

### Ingressos
El 2009 a Coubert hi havia 499 unitats fiscals que integraven 1.353 persones, la mediana anual d'ingressos fiscals per persona era de 22.838 €.

### Activitats econòmiques
Dels 54 establiments que hi havia el 2007, 8 eren d'empreses de fabricació d'altres productes industrials, 9 d'empreses de construcció, 8 d'empreses de comerç i reparació d'automòbils, 2 d'empreses de transport, 6 d'empreses d'hostatgeria i restauració, 8 d'empreses immobiliàries, 5 d'empreses de serveis, 5 d'entitats de l'administració pública i 3 d'empreses classificades com a «altres activitats de serveis».
Dels 21 establiments de servei als particulars que hi havia el 2009, 1 era una gendarmeria, 1 oficina de correu, 1 taller de reparació d'automòbils i de material agrícola, 1 paleta, 1 guixaire pintor, 1 fusteria, 4 lampisteries, 1 electricista, 2 perruqueries, 4 restaurants i 4 agències immobiliàries.
Dels 3 establiments comercials que hi havia el 2009, 1 era una botiga de més de 120 m², 1 una fleca i 1 una peixateria.
L'any 2000 a Coubert hi havia 5 explotacions agrícoles.

## Equipaments sanitaris i escolars
El 2009 hi havia 1 hospital de tractaments de mitja durada (seguiment i rehabilitació) i 1 farmàcia.
El 2009 hi havia 1 escola maternal i 1 escola elemental.

## Poblacions properes
El següent diagrama mostra les poblacions més properes.